# اسکجوال یک (بازی ویدیویی)
اسکجوال یک (به انگلیسی: Schedule I) یک بازی ویدیویی شبیه‌ساز جرم و جنایت در سبک جهان باز است که توسط توسعه‌دهنده استرالیایی TVGS (استودیوی بازی‌های ویدیویی تایلر) توسعه داده شده است. این بازی که در تاریخ ۲۴ مارس ۲۰۲۵ به‌صورت دسترسی زودهنگام منتشر شد، مدیریت کسب و کار، استراتژی تاکتیکی و کمدی سیاه را در هم می‌آمیزد و بازیکنان در یک محیط تخیلی، یک عملیات قاچاق مواد مخدر را رهبری می‌کنند و گسترش می‌دهند. این بازی به‌دلیل پخش زنده در توییچ و تیک‌تاک محبوبیت پیدا کرد.

## گیم‌پلی
اسکجوال یک یک بازی اول شخص است که در آن بازیکنان نقش یک فروشنده مواد مخدر را در شهر خیالی هایلند پوینت بر عهده می‌گیرند. بازیکنان انواع مختلفی از ماری‌جوآنا، مت‌آمفتامین و کوکائین را پرورش داده و تولید می‌کنند که می‌توانند به ساکنان شهر بفروشند. مواد مخدر را می‌توان با مواد مختلفی (مانند نوشابه یا استامینوفن) مخلوط کرد تا هنگام کشیدن، جلوه‌های کمدی غیرمعمولی ایجاد شود، از تغییر رنگ مو گرفته تا ایجاد انفجار. با پیشرفت بازی، بازیکنان می‌توانند با استخدام کارمندان مختلف مانند دلال، آشپز، سرایدار و گیاه‌شناس، کسب و کار خود را گسترش دهند؛ و همچنین می‌توانند املاکی برای تولید مواد مخدر و کسب و کارهایی برای پولشویی خریداری کنند.

## انتشار و پذیرش
پس از عرضه اولیه، اسکجوال یک به سرعت به صدر جدول استیم رسید و تعداد بازیکنان آن از عناوین بزرگی مانند جی‌تی‌ای ۵ و مانستر هانتر: وایلدز پیشی گرفت.
این بازی نقدهای مثبتی از منتقدان دریافت کرد که سیستم ساخت مینی گیم آن را ستودند. تراویس نورثاپ در آی‌جی‌ان توضیح داد که بازی «موضوع تاریک و شوخی‌های رکیک خود را با مکانیک‌های مدیریتیِ به‌طرز شگفت‌آوری دنج به گونه‌ای در هم می‌آمیزد که واقعاً خوب عمل می‌کند».

## جنجال
اسکجوال یک به‌دلیل شباهت‌های ادعایی با بازی شبیه‌ساز فروشنده مواد مخدر که توسط مووی گیمز اس‌ای منتشر شده، مورد بررسی دقیق قرار گرفته است. این ناشر با استناد به شباهت‌های موجود در حلقه‌های گیم‌پلی و طراحی رابط کاربری، تحقیقاتی را در مورد نقض احتمالی مالکیت معنوی آغاز کرده است. بااین‌حال، تاکنون هیچ اقدام قانونی رسمی صورت نگرفته است.
تایلر، توسعه‌دهندهٔ اسکجوال یک، تماس از طرف مووی گیمز را تأیید کرد اما به هیچ ارتباط دیگری اشاره نکرد. این وضعیت واکنش‌های شدیدی را در بین بازیکنان برانگیخته و منجر به هجوم نقدهای منفی برای شبیه‌ساز فروشنده مواد مخدر شده است.
تحلیلگران، از جمله شان سیچاکی از مجله وایس، شباهت‌ها را تصدیق می‌کنند، اما استدلال می‌کنند که چنین مکانیک‌هایی در این ژانر رایج هستند و خاطرنشان می‌کنند که اسکجوال یک به‌عنوان تجربه‌ای روان‌تر و قابل بازی‌تر پذیرفته شده است.